# Medovnice borová

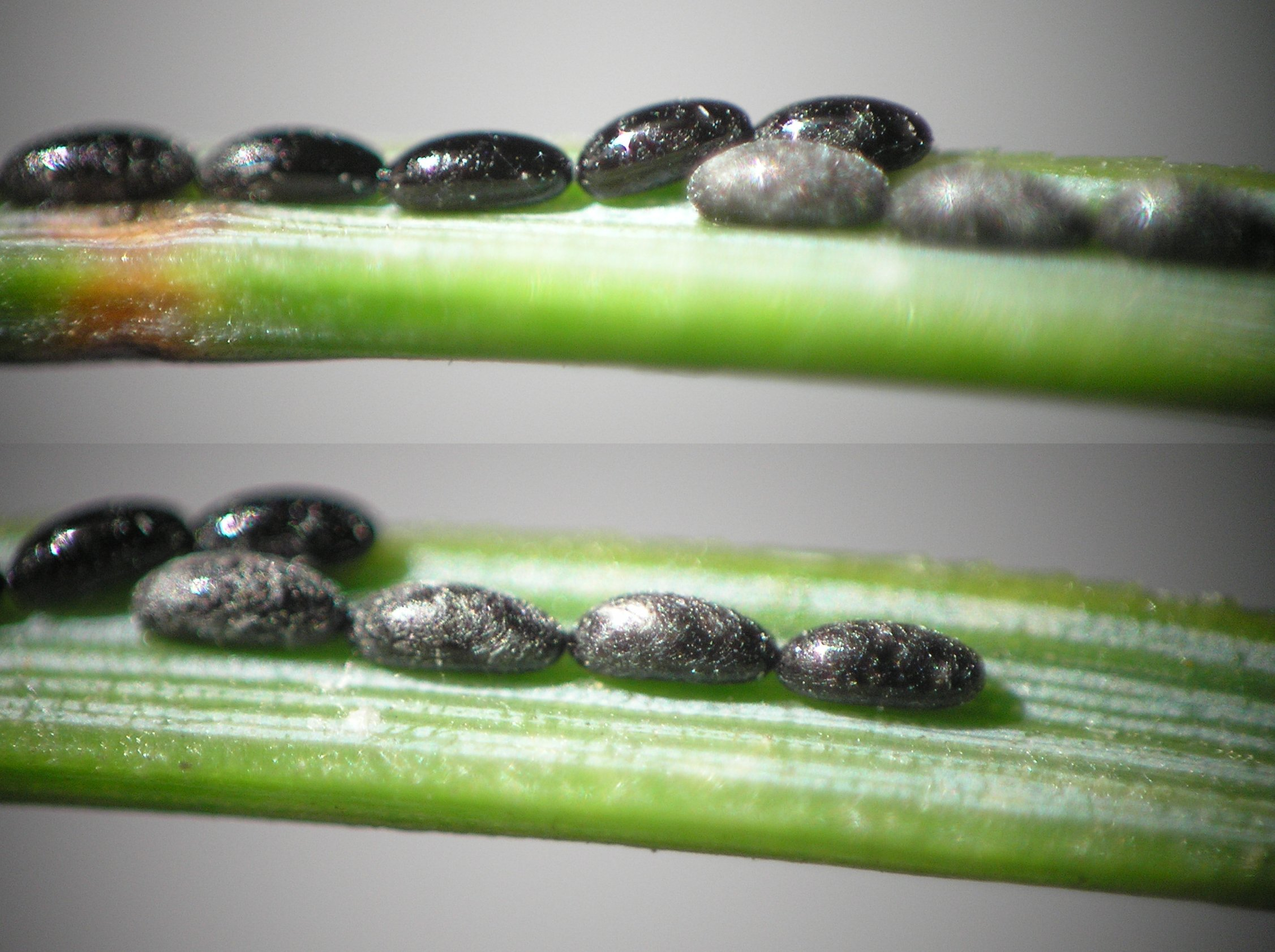
Medovnice borová - vajíčka na jehličí borovice

Medovnice borová (Cinara pini) je druh mšice z čeledi mšicovití (Aphididae), která se vyskytuje na jehličnatých dřevinách, především na borovici (Pinus). Tento druh je významným producentem medovice, kterou využívají včely k tvorbě medivicového medu a další spotřebitele medovice.
Medovnice borová je typický savý hmyz. Živí se sáním floémové šťávy z větví a mladých částí stromu. Během sání vylučuje sladkou tekutinu – medovici, která se hromadí na povrchu stromu i pod ním. Tato látka je atraktivní pro mravence a včely, které ji sbírají. Mezi mravenci a medovnicí vzniká mutualistický vztah – mravenci ji chrání před predátory výměnou za přístup k medovici, kolonie medovnice borové bývají často doprovázeny mravenci rodu Formica nebo Lasius (Mravenec obecný). 
Rozmnožování je převážně partenogenetické (bez samců), zejména v teplých měsících. Na podzim mohou vznikat okřídlené formy, které zakládají nová stanoviště, případně dochází k pohlavnímu rozmnožování a tvorbě přezimujících vajíček.
Může oslabovat borové porosty, zvláště při přemnožení, kdy může dojít k sekundárnímu napadení stromů houbami nebo jinými škůdci. Pro včelařství je však pozitivním přínosem, neboť medovice je významným zdrojem pro tvorbu medovicového medu. 

## Morfologie
Medovnice borová je větší druh mšice, dorůstající délky až 4–6 mm. Tělo má oválné, mírně protáhlé, obvykle tmavě hnědé až černé barvy, často pokryté voskovitým povlakem, který jí poskytuje částečnou ochranu. Nymfy jsou světlejší, s méně vyvinutými tělesnými strukturami.

## Výskyt
Tento druh je rozšířen v mírném podnebném pásu Evropy a Asie, zejména v oblastech s výskytem borovicových porostů. V České republice je Medovnice borová běžně zastoupena ve středních a vyšších polohách, kde tvoří kolonie na větvích a kmenech borovic (Borovice lesní, Borovice černá aj.).